# Фобија од телефона
Фобија од телефона (телефонофобија) је невољност или страх од упућивања или примања телефонских позива,  „страх од телефона“. Сматра се да је то врста социјалне фобије или социјалне анксиозности. Може се упоредити са глософобијом, јер оба произилазе из потребе да се ангажујете са публиком и повезаног страха да будете критиковани, осуђивани или направљени будалом.
Као што је уобичајено са другим страховима и фобијама, постоји широк спектар озбиљности страха од телефонских разговора и одговарајућих потешкоћа. Године 1993. објављено је да око 2,5 милиона људи у Великој Британији има фобију од телефона. Истраживање канцеларијских радника у Уједињеном Краљевству из 2019. године показало је да 40% бејби бумера и 70% миленијалаца доживљава узнемирене мисли када телефон зазвони.
Термин „телефонско страховање“ односи се на нижи степен телефонске фобије, у којој оболели доживљавају анксиозност због употребе телефона, али у мањем степену.
Пацијенти можда немају проблема у комуникацији лицем у лице, али имају потешкоћа да то ураде преко телефона.

## Узроци
Страх од примања позива може варирати, од страха од радње или помисли да се јавите на телефон, до страха од стварног звоњења. Звоњење може да генерише низ анксиозности, које карактеришу мисли повезане са потребом да се разговара. Пацијенти могу да виде други крај позива као претећи или застрашујући. Анксиозност може бити изазвана забринутошћу да би саговорник могао да пренесе лоше или узнемирујуће вести, или да буде шала.
Страх од упућивања позива може бити повезан са забринутошћу око проналажења одговарајућег времена за позив, у страху да не буде сметња. Пацијент који зове домаћинство или канцеларију у којој познаје неколико људи може бити забринут због могућности да не препозна глас особе која се јавља, што резултира срамом. Неки оболели могу бити забринути због тога што ће морати да „наступе“ пред стварном или запаженом публиком на крају реда: ово је посебан проблем за оне који морају да користе телефон на радном месту.
Страх од коришћења телефона у било ком контексту (било за упућивање или примање позива) може бити повезан са анксиозношћу због лошег квалитета звука и забринутошћу да једна или друга страна неће разумети шта је речено, што доводи до неспоразума или потребе за понављање, даље објашњење или друге незгодне. Ови страхови су често повезани са одсуством говора тела преко телефонске линије, као и са страхом појединца од губитка осећаја контроле. Особе које пате обично пријављују страх да можда неће успети да реагују на одговарајући начин у разговору, или да немају шта да кажу, што доводи до непријатног ћутања или муцања. Прошла искуства, као што је примање трауматичних вести, или подношење непријатног и љутог позива, такође могу играти улогу у стварању страха.

## Симптоми
Различити симптоми се могу видети код некога ко пати од телефонске фобије, од којих су многи заједнички са анксиозношћу. Ови симптоми могу укључивати нервозни стомак, знојење дланова, убрзан рад срца, кратак дах, мучнину, сува уста и дрхтање. Пацијент може да доживи осећај панике и ужаса. Напади панике који резултирају могу укључивати хипервентилацију и стрес.

## Ефекти
Телефон је важан и за контактирање других и за приступ важним и корисним услугама. Као резултат тога, ова фобија изазива велики стрес и утиче на лични, професионални и друштвени живот људи. Пацијенти избегавају многе активности, као што су заказивање догађаја или разјашњавање информација. Напрезање се ствара на радном месту јер употреба телефона може играти кључну улогу у каријери.

## Стратегије суочавања и избегавања
Стратегије суочавања се могу састојати од планирања разговора унапред и увежбавања, писања или бележења онога што треба да се каже. Анксиозност се може умањити тако што ћете имати приватност у којој се може обавити позив, тако да особа која пати од фобије не мора бити забринута због тога што се разговор може чути.
Повезано понашање избегавања може укључивати тражење од других (нпр. чланова породице) да примају телефонске позиве или искључиво коришћење телефонских секретарица. Пораст употребе електронске комуникације засноване на тексту дао је многим људима алтернативна средства комуникације која могу сматрати знатно мање стресним од телефона. У исто време, припадници млађе генерације који су одрасли уз дигиталну комуникацију све више сматрају упућивање и примање телефонских позива „наметљивим“, преферирајући да користе медије који им омогућавају да „учествују у разговору темпом који сами одаберу“ . У анкети из 2019. године, 61% миленијалаца канцеларијских радника у Уједињеном Краљевству изјавило је да би „приказивали физичко понашање изазвано анксиозношћу када су они једини у канцеларији и када телефон зазвони“. Истраживање из 2024. године у Великој Британији показало је да је једна четвртина испитаника старости од 18 до 34 године признала да никада није одговорила на позив на свој мобилни телефон. Портпарол сервиса за поређење цена Uswitch, који је спровео истраживање, прокоментарисао је „Генерација З и млађи миленијалци све више преферирају гласовне белешке 'ниског притиска', које сигнализирају да је мање хитно да се одговори.“
Пацијентима може бити од помоћи да пријатељима објасне природу фобије, тако да се пропуст да се одговори на поруке не протумачи погрешно као непристојност или неспремност да се комуницира.

## Третман
Фобије ове врсте обично се могу лечити различитим врстама терапија, укључујући: когнитивно бихејвиоралну терапију (ЦБТ), психотерапију, терапију понашања и терапију изложености.
Вежба може играти важну улогу у превазилажењу страха. Пацијентима би могло бити од помоћи да повећају употребу телефона, почевши од једноставних позива и постепено напредујући. На пример, можда ће им бити лакше да почну са аутоматизованим позивима, пређу на разговоре са породицом и пријатељима, а затим додатно продуже и дужину разговора и опсег људи са којима разговарају.